# Funicular de Montmartre

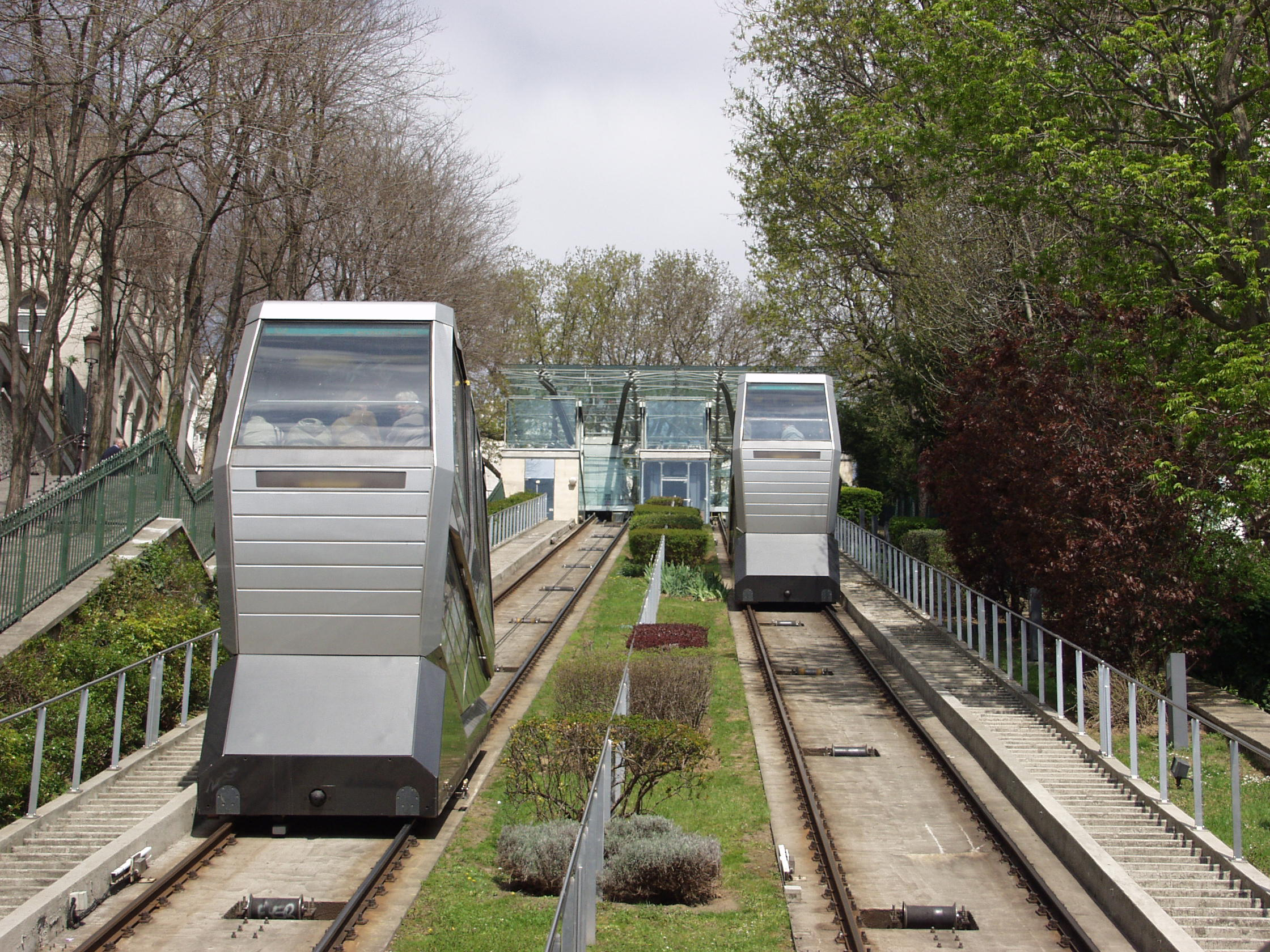

O Funicular de Montmartre é um funicular que serve ao bairro de Montmartre, localizado no 18.º arrondissement de Paris, França. Inaugurado em 1900 e posteriormente renovado em 1935 e 1991. O sistema é operado pela RATP, responsável por todos os serviços de transporte de Paris, e liga o antigo bairro de Montmartre à Basílica do Sagrado Coração e à Place du Tertre, dois dos principais pontos turísticos parisienses.

## Características
- Distância: 108 metros
- Desnível: 36 metros (300 degraus)[2]
- Tempo de Viagem: 1,5  minutos
- Número de passageiros por cabina: 60
- Horário de funcionamento: 06h - 0h45min[2]
- Preço do bilhete: 1,70 euros (válido por 90 minutos) e 12,50 euros por 10 unidades[2]

## História
O funicular começou a funcionar em 13 de Julho de 1900. Em 1935 é renovado e deixa de funcionar por contrapeso de água, para funcionar a eletricidade. Em 1990 o sistema foi modernizado novamente, passando a utilizar uma tecnologia semelhante à utilizada em elevadores. Desde então, as cabines asseguram o transporte de até 1300 pessoas por hora, em cada via. Atualmente, o sistema transporta cerca de 2 milhões de pessoas por ano, a maioria turistas e peregrinos a caminho da Basílica do Sagrado Coração e da Praça de Tertre.